# Le Mur invisible (roman)
Pour les articles homonymes, voir Le Mur invisible.
Le Mur invisible (Die Wand), publié en 1963, est le roman le plus connu de Marlen Haushofer. Il décrit la vie d'une femme survivant en pleine forêt des pré-alpes autrichiennes, isolée du reste du monde par un « mur invisible ».

## Résumé
La narratrice, dont le nom n'est pas mentionné, rejoint pour un week-end sa cousine Louise et son mari Hugo dans leur pavillon de chasse, dans leur voiture. Alors que le couple, parti avec les clés pour la soirée au village voisin, n'est pas revenu le lendemain matin, la narratrice, restée seule au chalet avec leur chien, part à leur recherche. Sur le chemin, elle découvre qu'un mur invisible la sépare désormais du reste du monde.
Derrière ce mur, tous les êtres vivants qu'elle aperçoit, d'abord apparemment endormis, ont été pétrifiés durant la nuit. Tout en la protégeant d'un mal inconnu, ce mur l'emprisonne au cœur de cette forêt avec quelques animaux pour seule compagnie et des vivres en quantité limitée. Rapidement, elle doit prendre son destin en main et organiser sa survie ainsi que celle de son chien, Lynx, d'une vieille chatte et de sa vache gestante, Bella. Lors des chasses et explorations qu'elle effectue dans son nouvel environnement, elle découvre un lieu d'alpage pour ses animaux.
Sa vie va dès lors s'articuler autour de nombreuses tâches : délimitation du mur avec des branches coupées (pour éviter de s'y blesser encore, comme cette mésange, tête fracassée), inventaire des possessions, restrictions, plantations (pommes de terre, haricots), fenaison, coupe de bois de chauffage, bricolage, stockage, entretien, chasse (chevreuils, jeunes cerfs), exploration (autre vallée, alpage), s'occuper des animaux domestiques qui ont tous ici besoin de cette présence humaine.
Elle doit non seulement affronter les intempéries, la faim, les blessures (ampoules, coupures), la maladie, faire face à un quotidien austère fait de tâches éprouvantes et répétitives, mais aussi lutter pour ne pas se laisser envahir par ses souvenirs, la peur ou la conscience de sa situation. Elle prend des notes sur sa vie quotidienne, qu'elle utilisera plus tard pour raconter son histoire, après un événement tragique.

## Contexte historique
Le lieu et le temps de l'action ne sont pas explicitement précisés, mais le roman peut être situé dans les décennies 1960 à 1980, de par la technologie évoquée : radio de voiture, menace atomique. Le contexte décrit est très proche de la réalité à l'exception de ce mur invisible, digne du monolithe de 2001, l'Odyssée de l'espace (1968), roman de Arthur C. Clarke, qui est le seul élément de science-fiction du livre.
Le contexte décrit relève surtout d'un retour à la Terre et à la Nature. Dans le monde extérieur, les végétaux (dont les orties) sont en train de reconquérir l'environnement délaissé par les animaux et les humains. Animaux et végétaux cohabitent : chevreuils, cerfs, chamois, renard, busard, corneilles, souris des forêts, vipère d'alpage, lézards, abeilles, guêpes, mouches, fourmis, coléoptères, airelles, framboises, etc.
Le contexte autrichien reste limité, sont évoqués Charles VI d'Autriche, les Alpes (l'herbe tendre des Alpes, (p. 200), et la topographie propre aux Alpes (alpages, vallées, montagnes...). Le personnage lit des almanachs et leurs informations pour l'agriculture et l'élevage, évoque Dickens, des villages et des villes.

## Personnages
Le personnage principal n'est jamais désigné par un prénom, et on sait peu de choses d'elle : c'est une femme veuve depuis deux ans, mère de deux filles presque adultes, désormais seule.
Le récit est écrit à la première personne. La femme écrit ce texte sur les derniers morceaux de papier encore disponibles, pour éviter de perdre la raison et le langage. Elle ne peut plus communiquer qu'avec Bella la vache, la chatte sans nom, le chien roux Lynx, et secondairement la corneille blanche.
Louise est sa cousine et son amie, rousse, chasseuse par passion. Le mari de Louise, Hugo Rüttlinger, est assez riche pour avoir pu s'acheter une chasse (un chalet de chasse et le terrain réservé), pour le standing. Il est par ailleurs collectionneur d'objets et hypocondriaque. Il est persuadé, en période de menace de guerre atomique, de la nécessité d'organiser une installation survivaliste, et a prévu des stocks permettant de survivre quelques années. Le troisième humain disparu est le garde-chasse qui s'est chargé jusque-là de tout et particulièrement du chien roux. Ces trois personnages sont fréquemment évoqués parmi les souvenirs de la femme puisqu'ils se trouvaient de l'autre côté du mur lorsque celui-ci s'est formé et qu'ils sont donc morts.
Bella est une vache que la femme ramène au chalet, et qu'elle installe dans la maison du garde-chasse. Elle est la mère d'un jeune veau, bientôt taurillon, Taureau.
La chatte sans nom a trois portées, dont deux avec M. Koua-Koua : d'abord Perle (poil blanc long et soyeux) puis deux autres, Panthère et Tigre et enfin quatre chatons mort-nés.
Un être humain anonyme fait enfin une brève mais décisive apparition, sans qu'on sache s'il a franchi le mur ou a toujours été dans la région qu'il délimite et protège. L'opposition entre la violence irrationnelle de cet homme et la vie fragile, courageuse, opiniâtre et très organisée de la femme proche de la nature, a fait du roman une métaphore et une critique du patriarcat, et une référence de l'écoféminisme.

## Dénouement
La narratrice écrit son histoire à la suite d'un événement grave, qu'elle évoque sans cesse sans le décrire. Elle évoque également, de plus en plus fréquemment au fil du texte, la mort de Lynx et de Taureau sans qu'on en comprenne la raison.
L'explication se trouve dans les dernières pages du récit, qui s'interrompt peu après avec la fin du papier disponible, laissant le soin au lecteur d'envisager la suite. Son récit aura couvert presque deux ans et demi.

## Accueil
Le livre a été apprécié, entre autres, par Doris Lessing et Elfriede Jelinek qui lui a dédié un de ses ouvrages[Lequel ?].
Le livre semble être devenu, vers 2010, une référence de l'écoféminisme, car il relate la reconstruction, par une femme, d'une vie organisée au sein d'une nature, tantôt violente, tantôt nourricière. Le dénouement du livre a pu renforcer cette lecture écoféministe.
Cette relecture a été accompagnée d'un regain d'intérêt pour le livre, notamment en France au début de l'année 2019, à la suite d'une publication d'une chronique littéraire par Maureen Wingrove (Diglee) sur Instagram, propulsant le livre en tête des ventes Amazon.

## Éditions françaises
- Actes Sud, 1985  (ISBN 2-86869-050-5)
- Actes Sud, coll. « Babel » no 44, 1992  (ISBN 978-2-8686-9832-2)
- Actes Sud, coll. « Les inépuisables », 2014  (ISBN 978-2-330-03102-2)

## Récompenses et distinctions
- 1963 : Prix Arthur Schnitzler

## Adaptation cinématographique
- En 2012, Julian Pölsler adapte le roman pour le film Le Mur invisible dans lequel Martina Gedeck tient le rôle principal.